# Palácio do Beau-Séjour

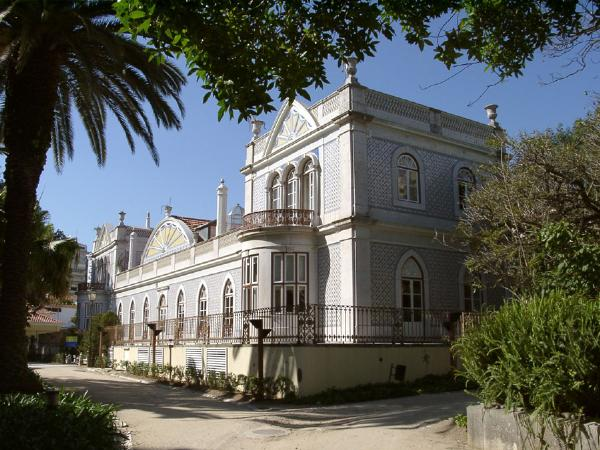
Palácio do Beau-Séjour.

O Palácio de Beau-Séjour é um palácio oitocentista português, localizado na Quinta do Beau-Séjour, em Lisboa.
A Quinta do Beau-Séjour, e por inerência o Palácio, foi classificada como Monumento de Interesse Público em 1996.
Atualmente funciona no Palácio o Gabinete de Estudos Olisiponenses da Câmara Municipal de Lisboa.

## História do palácio
Mandado construir pela Viscondessa da Regaleira por volta de 1849, na Quinta do Beau-Séjour, conta cerca de um século e meio de história. Foi construído, juntamente com os seus pomposos e elitistas jardins, ao estilo romântico parisiense, o que fez com que o local tenha adquirido um certo aspecto francês.
Com fachadas simples e elegantes, sobrepostas por azulejaria portuguesa, mandada aplicar pelo Barão de Glória, a quem a viscondessa vendeu a quinta, com o seu palácio e os terrenos ajardinados. O Barão de Glória era um antigo amigo da viscondessa, e, inclusive, pertencia ao seu círculo de ilustres companheiros. Tinha feito fortuna no Rio de Janeiro e regressado ao país onde nasceu, Portugal, comprando logo o palácio à senhora viscondessa.
Iniciou uma vasta remodelação no edifício principal, o palácio, conferindo-lhe um ar renovado, recorrendo a uma decoração art nouveau, a par da azulejaria que colocou nas fachadas da mansão. Para além disso, espalhou pelo jardim várias esculturas. A fachada, muito simples, mas com alguns arabescos reflete o gosto romântico do barão.
Com o seu falecimento, a fortuna, que incluia o palácio, foi herdada pelos seus sobrinhos, que emprenderam um nova remodelação, para a qual contrataram alguns membros do Grupo do Leão, como os irmãos Bordalo Pinheiro - Maria Augusta Bordalo Pinheiro, Columbano Bordalo Pinheiro e Rafael Bordalo Pinheiro - e o decorador de interiores Francisco Vilaça. A Galeria de Pintura recebeu um tecto pintado por Francisco Vilaça, com medalhas-retrato à maneira renascentista. A Sala de Música foi inspirada na Mitologia clássica. No Salão dourado, repousa no tecto uma famosa e grande tela de Columbano, intitulada Carnaval de Veneza. Assim se formou uma das maiores colecções de arte romântica e naturalista portuguesa, que hoje ali se encontram - restauradas - expostas.
O palácio está aberto ao público, juntamente com os seus famosos jardins, na cidade de Lisboa.

## Jardins
Os jardins foram recuperados, tanto quanto hoje é possível, no seu traçado inicial pela Câmara Municipal de Lisboa em 1992, constituindo um belo exemplar de um jardim romântico com todo um ambiente exótico característico.
O conjunto da casa e jardim é considerado um dos mais importantes da arte portuguesa do período romântico ao naturalismo.